# Terror Neged Terror
Terror Neged Terror (la « terreur contre la terreur ») - ou TNT - était une organisation militante juive radicale qui a commandité plusieurs attaques contre des cibles palestiniennes. Le groupe a été fondé par l’organisation Kach du rabbin Meir Kahane, et tire son nom de la théorie du rabbin Kahane selon laquelle le terrorisme arabe doit être contré par un terrorisme juif,. Il a commis dès 1975 plusieurs attentats violents contre les Palestiniens, allant du vandalisme aux fusillades de masse, en passant par le meurtre. Le groupe était composé de nombreux colons juifs américains vivant à Hébron et se considérant comme des soutiens du rabbin Meir Kahane,  chef de l' organisation Kach qui avait fondé le groupe. Meir Kahane avait publiquement prôné depuis 1974 qu'au terrorisme arabe il fallait répondre par le terrorisme juif, d'où le nom de TNT,.